# 75式自走155mmりゅう弾砲
75式自走155mmりゅう弾砲（ななごうしきじそう155ミリりゅうだんほう）は、日本の陸上自衛隊が運用していた、戦後第二世代の自走榴弾砲である。1975年に制式化・1977年に調達開始され、2016年に退役した。
略称は75HSPで、配備部隊内では自走15榴とも呼ばれた。

## 概要
アメリカ合衆国より供与されたM44 155mm自走榴弾砲の後継として開発され、1975年に制式化された。
1969年より研究開発が行われ、砲塔搭載前の車体に、155㎜りゅう弾砲を剥き出しで搭載した試作車も制作されている。
- - 砲塔搭載前の試作車
- - 同上

1973年より実用化試験が行われている。1975年に制式化され、1977年より調達が開始されている。車体を三菱重工業、主砲と砲塔を日本製鋼所が開発担当した。
最終調達の契約は1985年度。全部で201両が生産され、教育部隊の他、北部方面隊の各師団特科連隊に配備されていた。

## 設計
車体後部に密閉式の全周旋回砲塔を有し、車体・砲塔はアルミ合金溶接構造である。乗員は車長、砲手、装填手2名、通信手、操縦手の6名。日本製鋼所製の30口径155㎜砲を装備しており、自衛用として砲塔上面右側に12.7mm重機関銃M2を1門装備する。
当時としては珍しい自動装填装置を備えているのが特徴で、回転ドラム式の弾倉により弾体の機械装填を行う。ただし、装薬については砲弾装填後、手動で装填される。これにより最大で毎分6発の砲撃をすることができる。回転ドラム式弾倉には、9発の砲弾が装填でき、これが2基あることから、18発分の自動装填が可能である。ドラム外に10発の砲弾を搭載していることから、砲弾は28発、同様に装薬も28発分搭載している。
静油圧式のステアリング機構を使用した操向装置により、狭い所でも方向転換が容易に行える。
エンジンは、74式戦車及び73式装甲車のものと主要部位を共通化したファミリーエンジンを採用している。
本自走砲用に「75式155mmりゅう弾」が開発されており、最大射程は19,064m。砲弾の生産は1990年まで行われていた。
同時期に74式自走105mmりゅう弾砲も製造され、当初は直接支援用に105mmを、全般支援用に155mmを割り当てることを考えていた。しかし、105mm砲は時代の趨勢上性能不足であり、74式は20両で調達中止となり、1970年代後半には両方とも155mm砲で統一することになった。
砲を換装した改良型も検討されたが、開発には至らなかった。後継として、より大型高性能の99式自走155mmりゅう弾砲が開発され、2012年（平成24年）頃に退役予定となっていたが、99式の調達の少なさから退役は延ばされ、2016年（平成28年）に全車退役した。

## ギャラリー

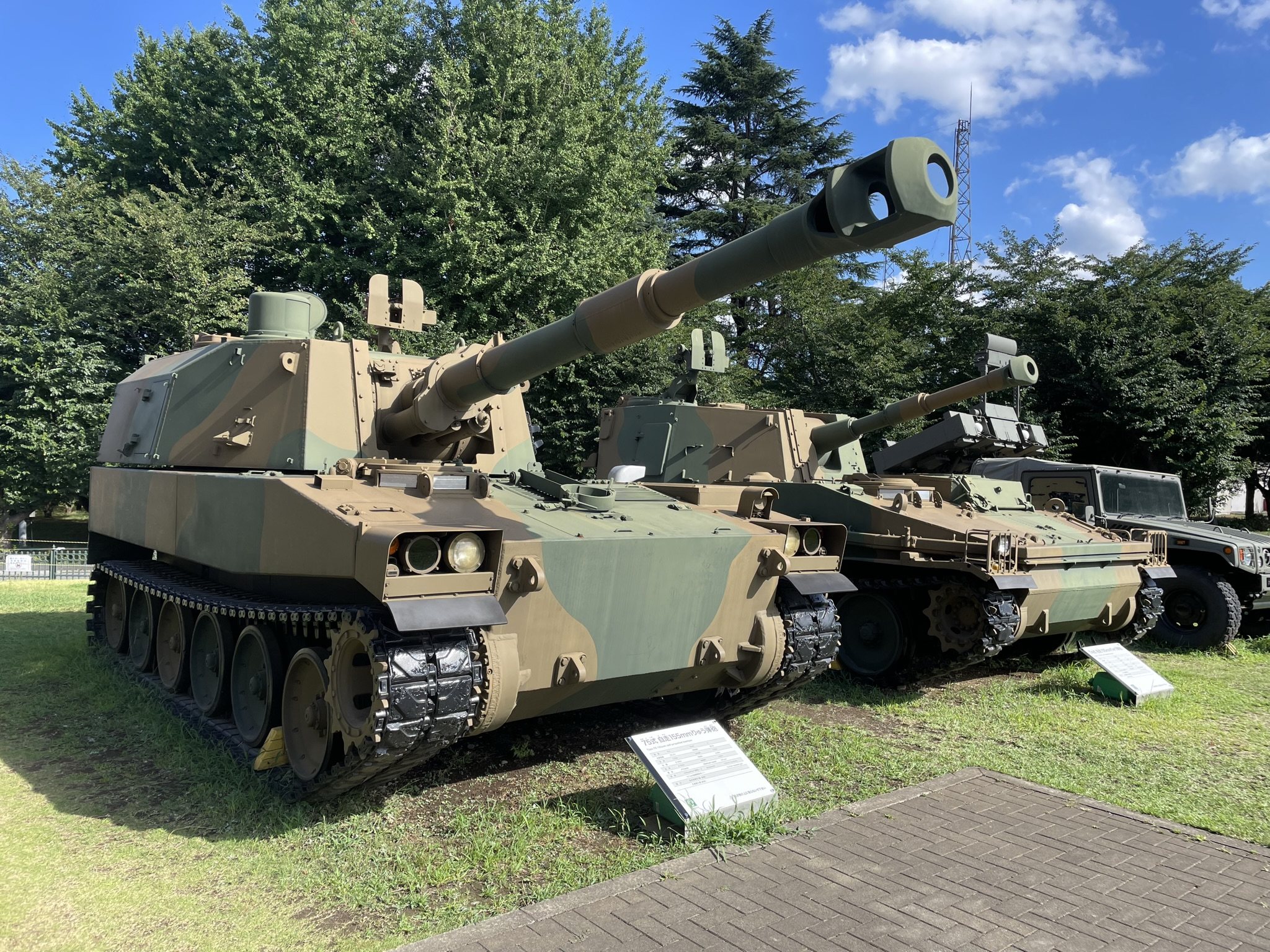
75式自走155mmりゅう弾砲（左）と74式自走105mmりゅう弾砲（右）
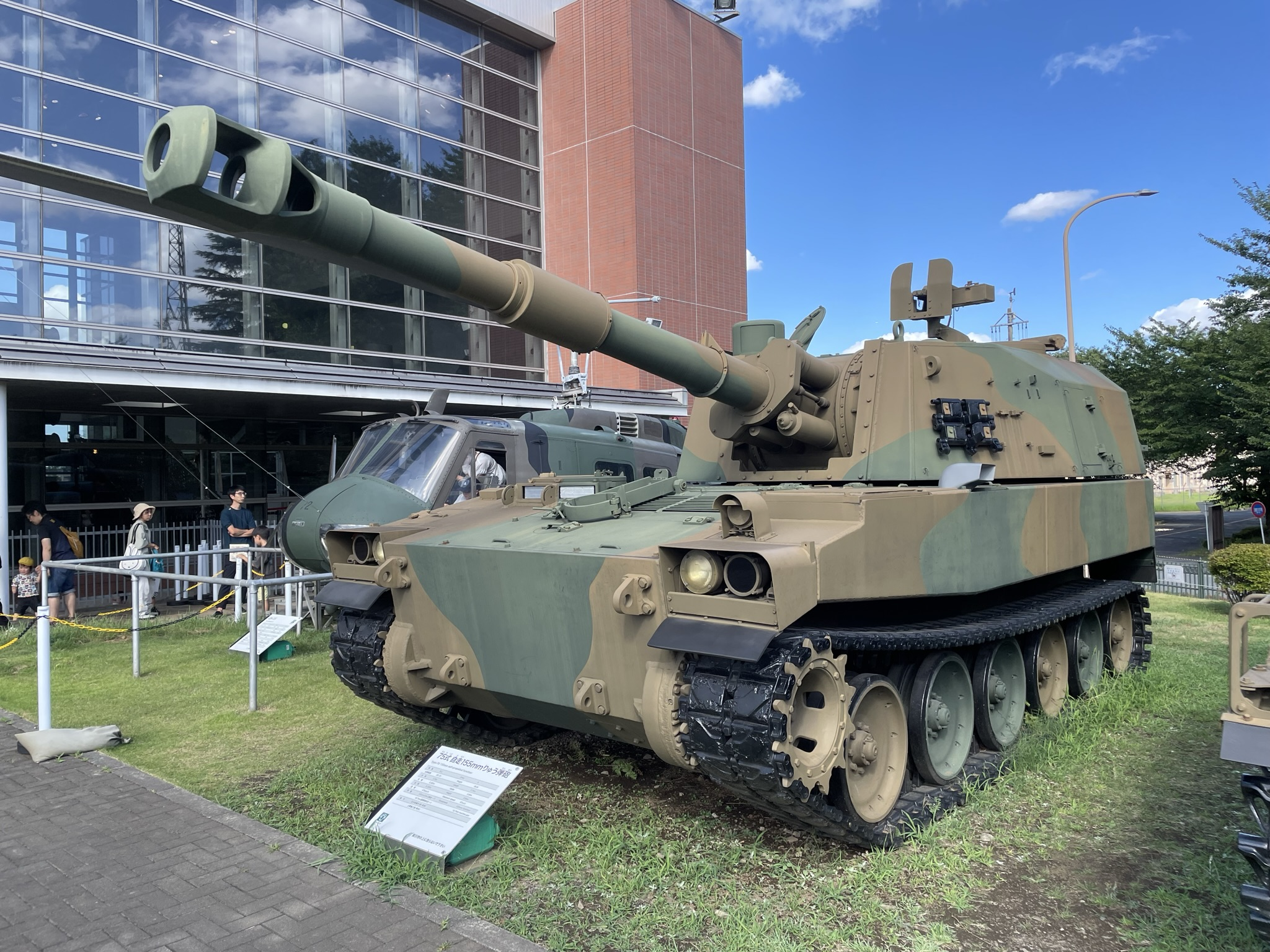
陸上自衛隊広報センター
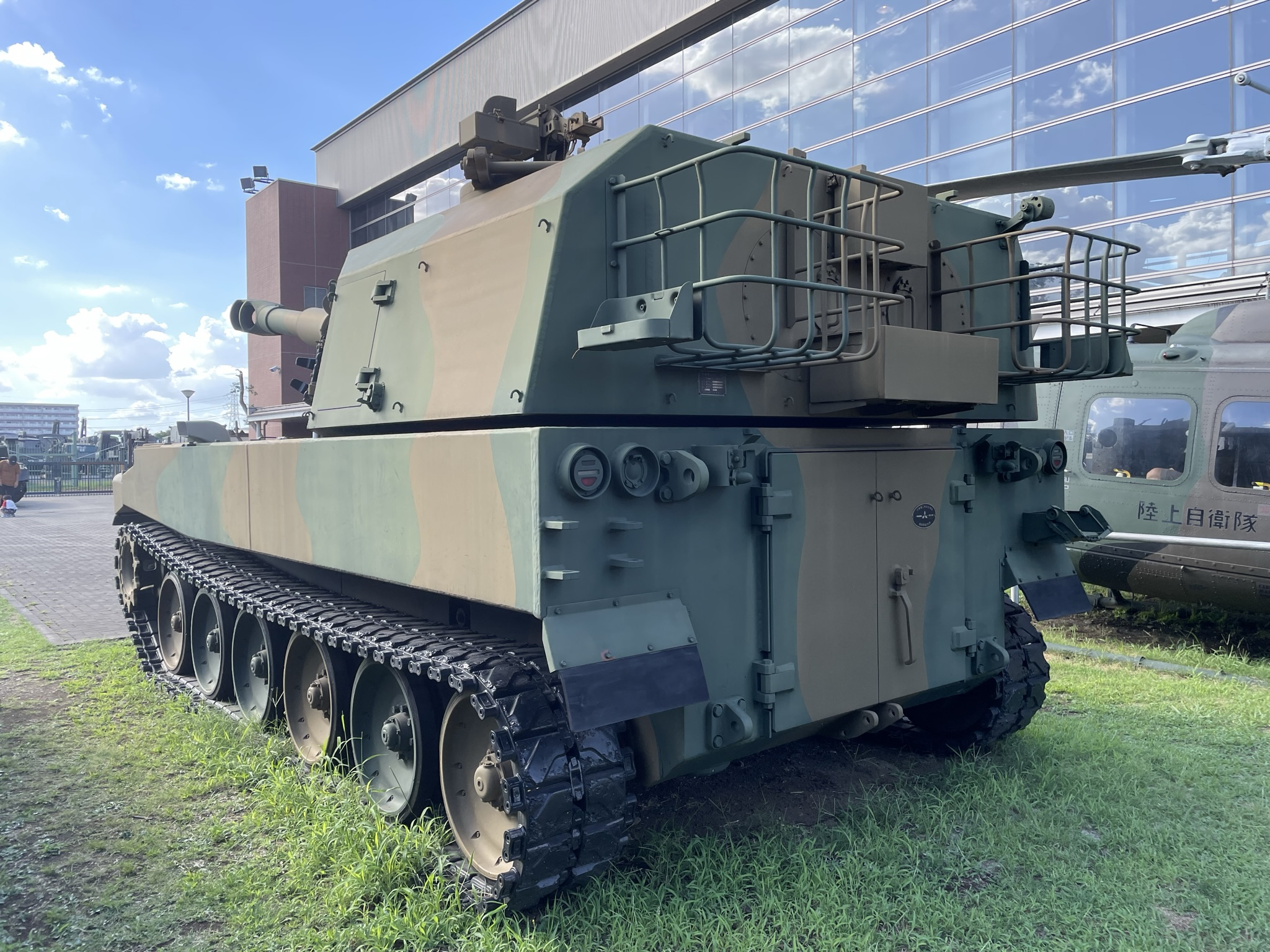
陸上自衛隊広報センター

## 配備

### 過去の配備部隊・機関
陸上自衛隊富士学校
- 富士教導団
  - 特科教導隊

陸上自衛隊武器学校
北部方面隊
- 第2師団
  - 第2特科連隊 ：1979年（昭和54年）3月から装備開始。1983年（昭和58年）完全充足。
- 第5旅団
  - 第5特科隊：1980年（昭和55年）から装備開始。1984年（昭和59年）完全充足。
- 第7師団
  - 第7特科連隊：1981年（昭和56年）から装備開始。1985年（昭和60年）更新完了。
- 第11旅団
  - 第11特科連隊：1982年（昭和57年）に第5大隊から配備。1986年（昭和61年）3月充足完了。
- 第1陸曹教育隊 - 特科教育中隊

## 登場作品

### 映画
『ガメラ2 レギオン襲来』
車両内のみ登場。
『ゴジラシリーズ』
『ゴジラvsビオランテ』『ゴジラvsキングギドラ』
走行する自衛隊の車列の中に確認できるが、砲撃シーンは無し。

### アニメ
『クレヨンしんちゃん 爆発!温泉わくわく大決戦』
「YUZAME」の巨大ロボットに対して砲撃を行う。砲撃した後に自動装填装置を使うために仰角をかけていた砲身を水平に直すという凝った描写がある。
『トータル・イクリプス』
第1話に登場。帝都京都へ侵攻するBETA群を攻撃する。

### 小説
『ゲート 自衛隊 彼の地にて、斯く戦えり』
特地に持ち込まれた自衛隊の装備の1つとして登場。飛び立とうとするドラゴンを砲撃する。

### ゲーム
『Wargame Red Dragon』
自衛隊デッキに「155 SP」の名称で登場する。
『ガンパレード・オーケストラ』
平行世界に存在する日本の兵器であり、若干仕様が異なる可能性もある。
『戦闘国家シリーズ』
日本の基本装備として組み込まれている。
『大戦略シリーズ』
日本もしくはN国の装備として登場する。99式とは違い、移動直後の攻撃は不可能。
『War Thunder』
Ver1.91にて日本の駆逐戦車ツリーに実装された。